# برية لاصيفر
قرية برية لاصيفر هي إحدى القرى التابعة لمركز سيدي سالم في محافظة كفر الشيخ في جمهورية مصر العربية. حسب إحصاءات سنة 2006، بلغ إجمالي السكان في برية لاصيفر 15931 نسمة، منهم 7959 رجل و7972 امرأة.

## تاريخ
نشأت القرية عام 1900 باسم برية الأصيفر بعد فصلها عن زمام قرية لاصيفر التي كانت تُسمّى بالأصيفر أيضاً، وكانت تابعة لمركز دسوق ثم ضمت إلى مركز سيدي سالم عام 1960 بعد فصله عن مركز دسوق.